# Melnik (Bulgaria)
Melnik (in bulgaro Мелник?) è la più piccola città della Bulgaria: 385 abitanti. Sorge nel sud-ovest del paese, alle pendici sud-occidentali della catena del Pirin. 
La città è contornata dalle celebri piramidi di Melnik, particolari formazioni rocciose che si estendono per circa 17 km² alle pendici del Pirin. Conserva ben 96 edifici classificati come monumenti, tanto da meritarle la presenza nelle Candidature alla lista dei patrimoni dell'umanità promossa dall'UNESCO.